# Przyłuki Wielkie
Przyłuki Wielkie (biał. Прылукі Вялікія; ros. Большие Прилуки) – wieś na Białorusi, w obwodzie brzeskim, w rejonie kobryńskim, w sielsowiecie Ostromecz, przy drodze magistralnej .
Dawniej wieś i majątek ziemski. W dwudziestoleciu międzywojennym leżały w Polsce, w województwie poleskim, w powiecie kobryńskim.